# Monte I Gemelli
I Gemelli di Mologna (in francese, Les Jumeaux de Mologne - pron. fr. AFI: [le ʒymo də mɔlɔɲ]) sono una montagna delle Alpi Biellesi alta 2.476 m caratterizzata, come suggerisce il nome, da due cime più o meno della stessa altezza.
Si trovano tra la valle Cervo e la valle del Lys ed interessano il comune di Gaby e un'isola amministrativa del comune di Andorno Micca.

## Descrizione

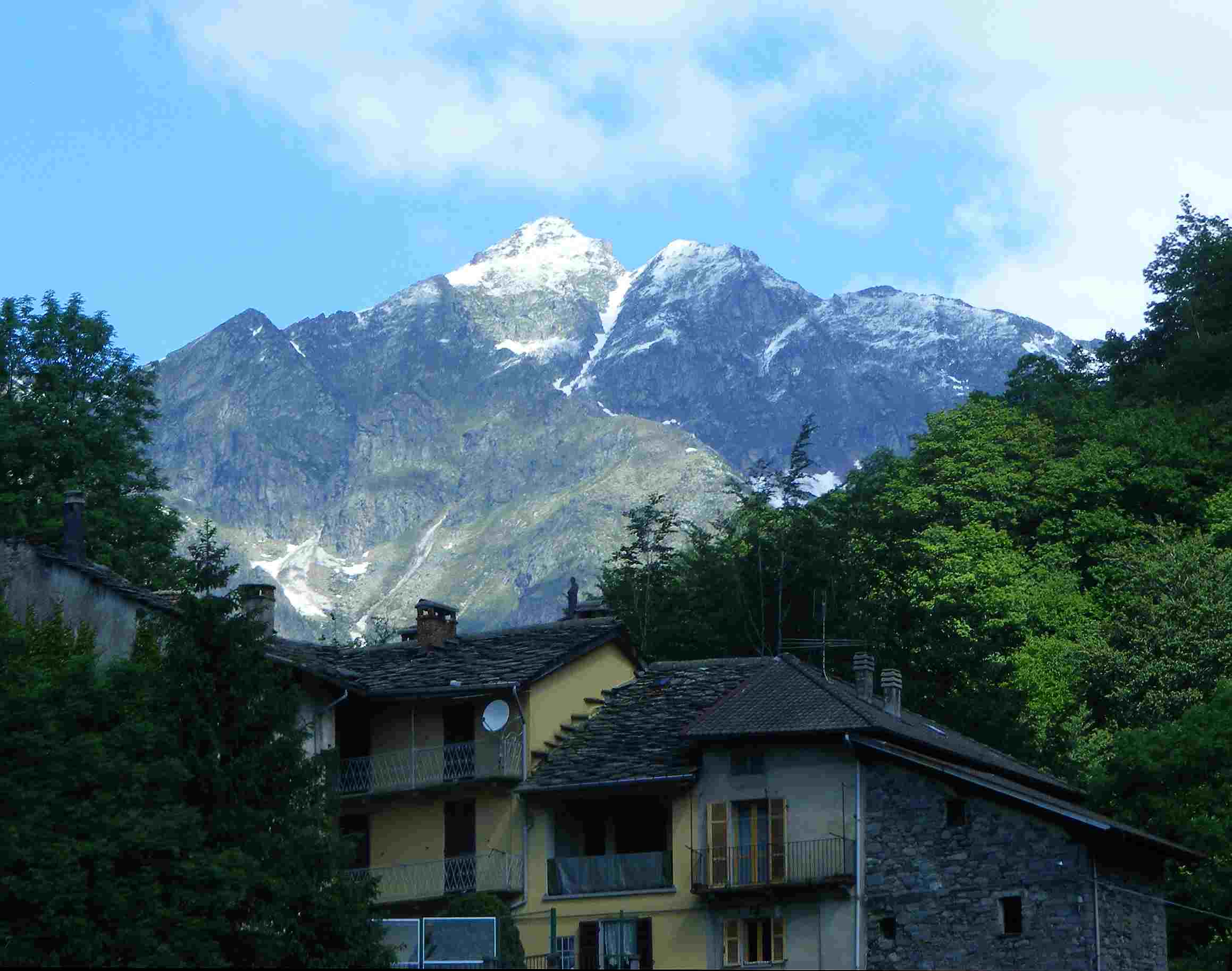
I Gemelli visti da Valmosca (Campiglia Cervo, BI).

La montagna fa parte del crinale che dalla punta Tre Vescovi prosegue verso sud dividendo il Biellese dalla valle del Lys. 
È separata dalla punta Tre Vescovi dal colle della Mologna Grande (2.356 m) e dalla punta Serange da quello della Mologna Piccola (2.208 m), entrambi percorsi da sentieri.
Circa 200 metri a nord-est del punto culminante (il Gemello meridionale) si innalza una seconda cima, alta 2.438 m; le due sommità sono separate da un ripido intaglio roccioso.
Dalla vetta si scorge il massiccio del Monte Rosa.

## Alpinismo e escursionismo

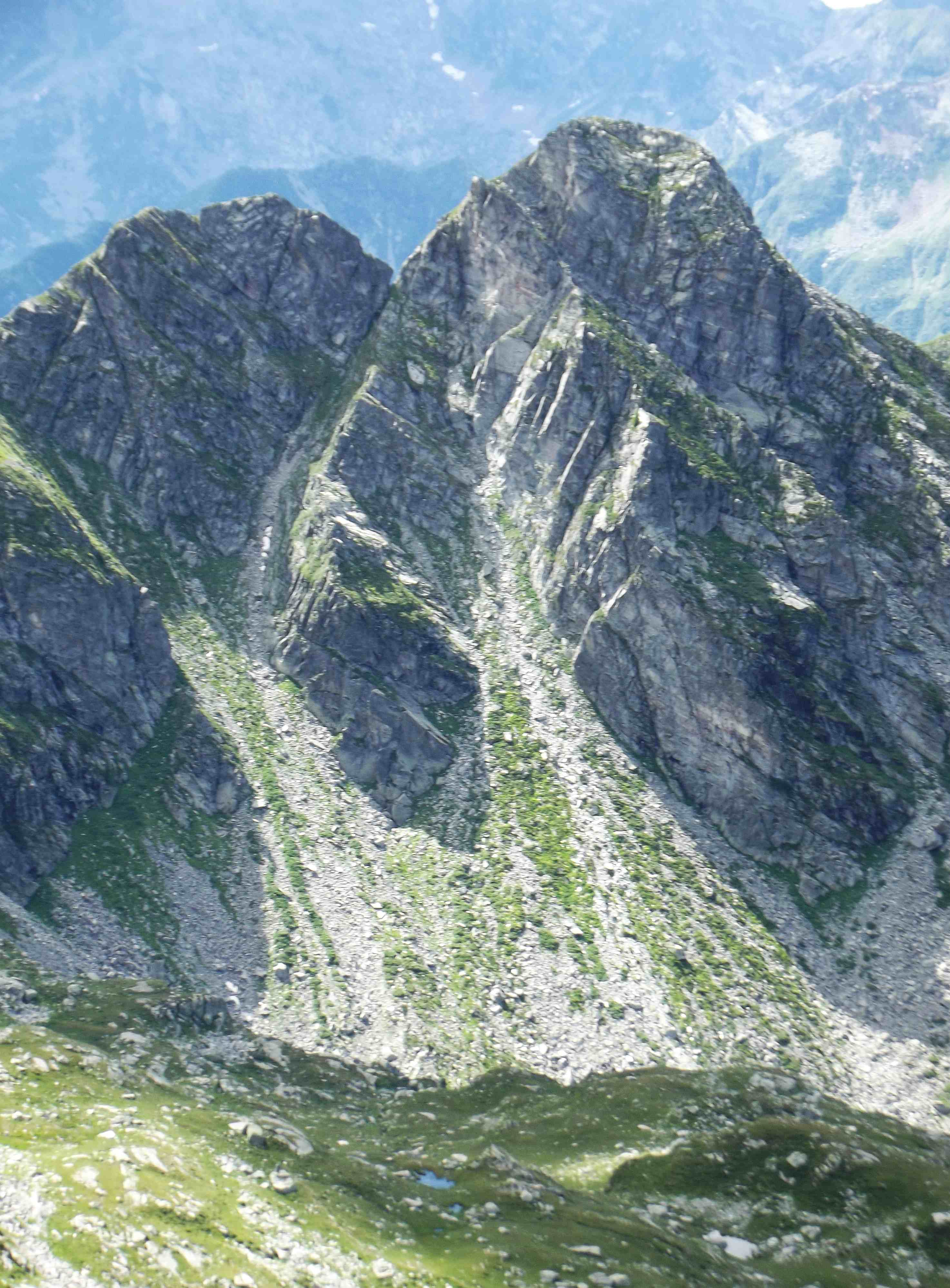
Il versante valdostano dei Gemelli dalla punta Lazoney.

Sui Gemelli di Mologna sono state aperte alcune delle più classiche vie di arrampicata del Biellese. 
La via di accesso escursionistica percorre la cresta sud a partire dal colle della Mologna Piccola, a sua volta facilmente accessibile per una bella mulattiera da Piedicavallo oppure dalla valle di Gressoney.
Per il crinale spartiacque Cervo-Lys transita anche l'Alta Via delle Alpi Biellesi, un trekking con caratteristiche in parte alpinistiche.

## Punti di appoggio
- Rifugio Rivetti